# Мёцен
Мёцен (нем. Mözen) — община в Германии, в земле Шлезвиг-Гольштейн. 
Входит в состав района Зегеберг. Подчиняется управлению Лецен.  Население составляет 461 человек (на 31 декабря 2010 года). Занимает площадь 7,72 км².